# 김성선
김성선(金成純, 1995년 12월 31일~)은 재일 한국인 축구 선수이다. 포지션은 미드필더이며 현재 J2리그의 FC 류큐 소속이다.